# Franziskanerinnen der ewigen Anbetung

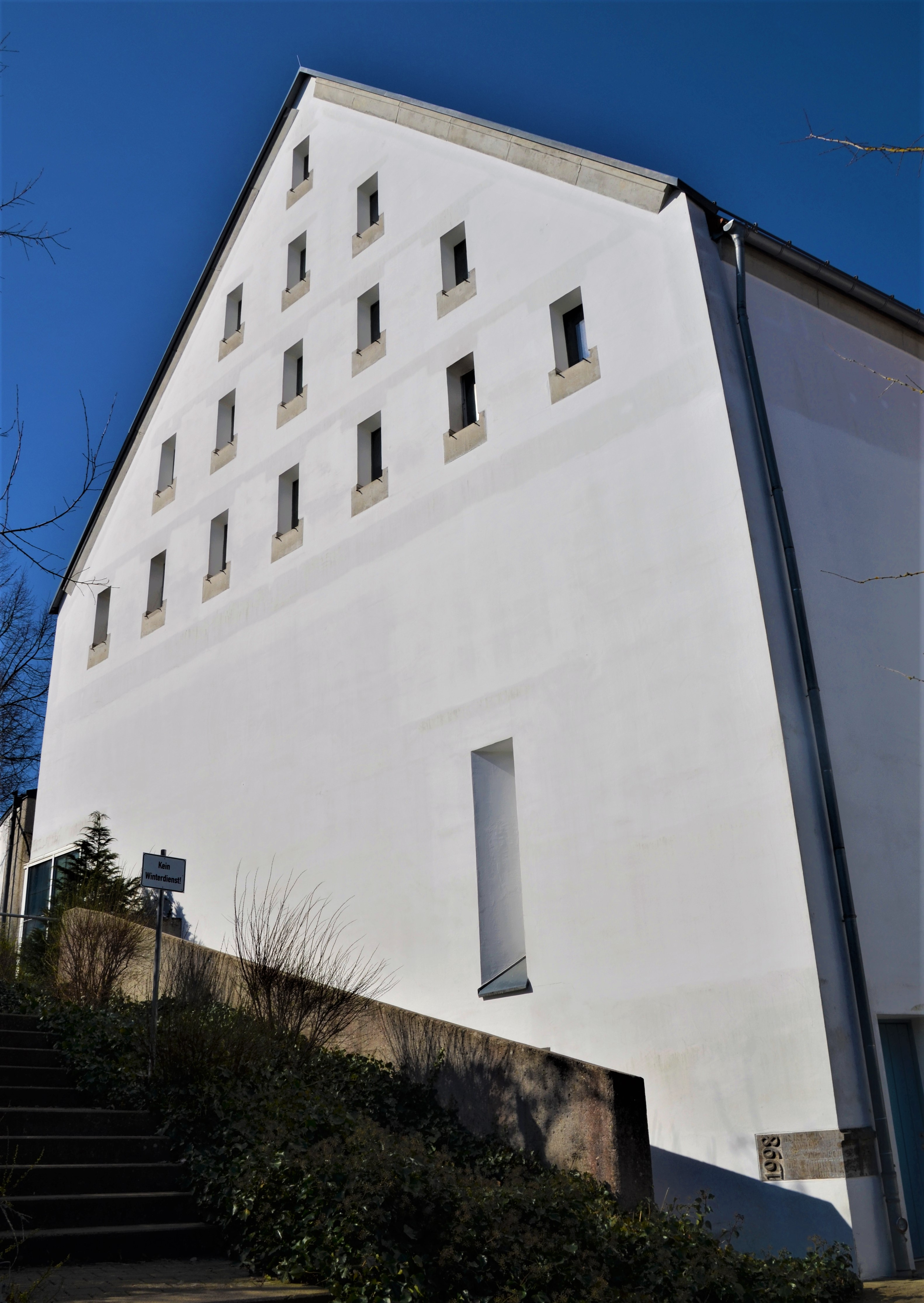
Klosterkirche von Osten

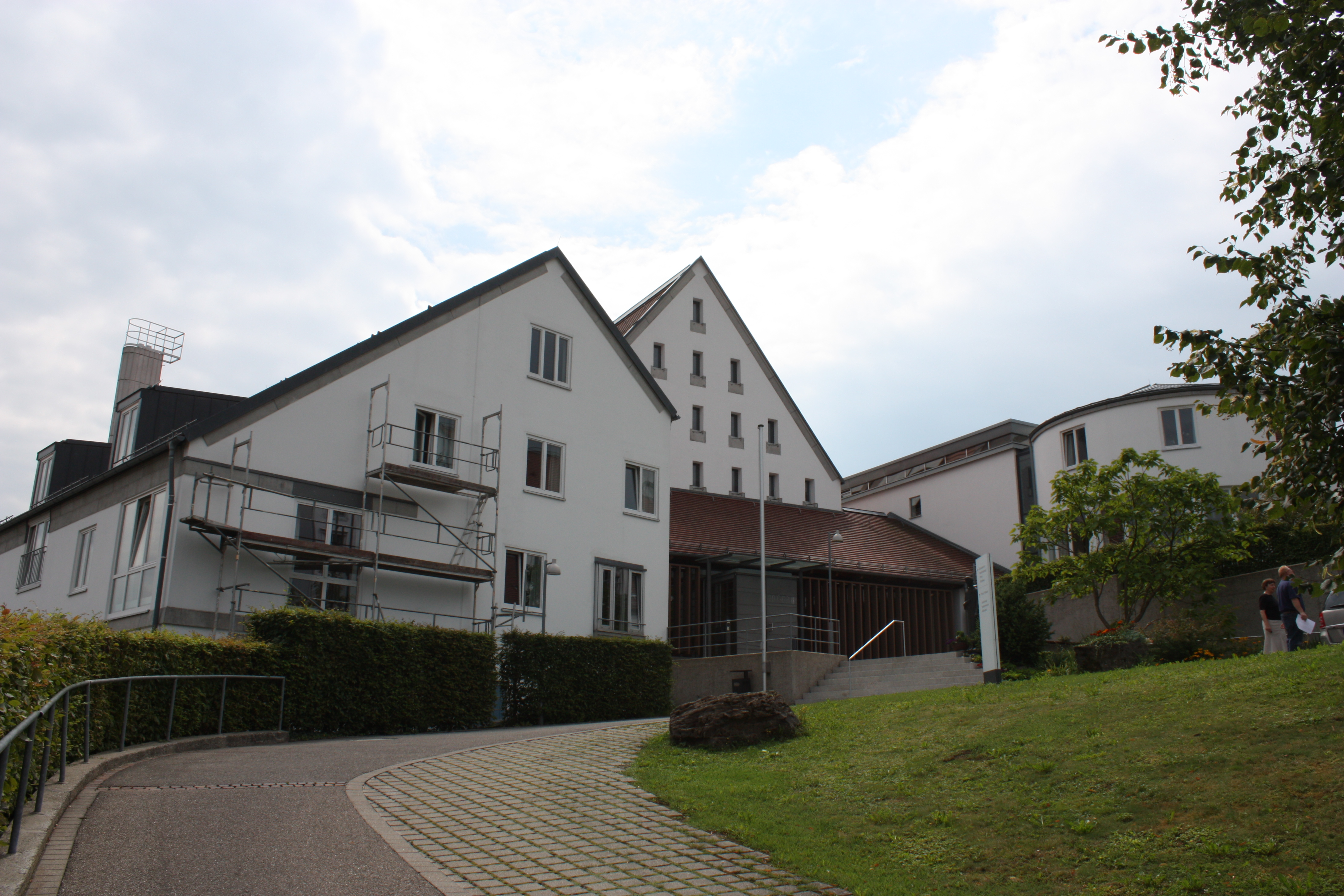
Neues Kloster mit Haupteingang mit Klosterkirche

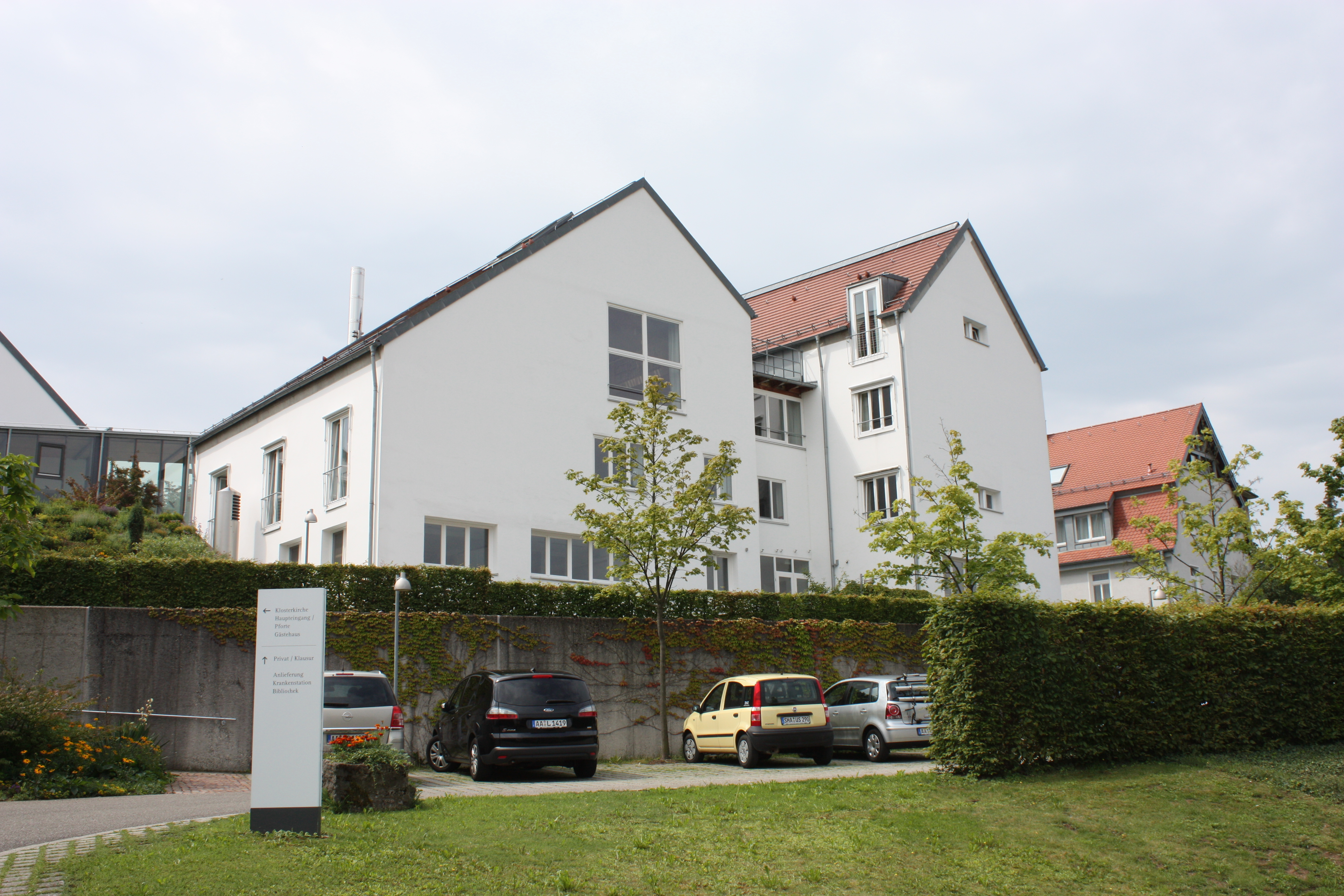
Neues Kloster mit Seminar- und Privatbereich

Die Franziskanerinnen der ewigen Anbetung sind ein römisch-katholischer Frauenorden mit Mutterhaus in Schwäbisch Gmünd.
1898 gründete Pfarrer Konrad Kirchner die „Bischöfliche Kommunikantenanstalt“ der Diözese Rottenburg. Mit Hilfe einer Stiftung der Witwe Frau Agnes Philippine Walter konnte 1902 in Schwäbisch Gmünd das St.-Canisiushaus für diese Gesellschaft eingeweiht werden. Hier wurden katholische Kinder aus der Diaspora in Religion unterrichtet. Dabei halfen Barmherzige Schwestern des Klosters Untermarchtal mit. Bald fand sich um Agnes Walter eine kleine Tertiarinnen-Gemeinschaft zusammen, die die ewige Anbetung einführte und Paramente für die Diasporakirchen anfertigte. 1903 wurde die Bruderschaft der Ewigen Anbetung des Allerheiligsten Altarsakramentes und des Liebeswerkes für arme Kirchen der gleichnamigen Bruderschaft in Rom angegliedert.
1921 wurde diese Bruderschaft vom Bischof zu einer Kongregation des Dritten Ordens des Heiligen Franziskus umgewandelt, von diesem Zeitpunkt an trugen die Schwestern auch ein Ordenskleid. 1931 wurde die Kongregation kanonisch anerkannt und dem Franziskanerorden aggregiert.
Die ehemalige Kommunikantenanstalt wandelte sich nach und nach in ein Kinderheim mit Volksschule um. Die Gemeinschaft gründete mehrere Filialen in der Umgebung. In der Zeit des Nationalsozialismus wurde das St.-Canisiushaus zwangsweise geschlossen. Nach dem Krieg kehrten die Schwestern und Kinder zurück, das Haus entwickelte sich zu einer modernen Jugendhilfeeinrichtung.
Hauptaufgabe der Schwestern ist die Anbetung des Allerheiligsten. Daneben fertigen sie Kirchenwäsche und Paramente an, widmen sich der Erziehung in Kindergärten, Heimen und Volksschulen und führen Alters- und Pflegeheime. Die Schwestern sind auch in der ambulanten Krankenpflege tätig. Innerhalb der Diözese Rottenburg-Stuttgart gibt es mehrere Niederlassungen.
Seit 1990 werden die Einrichtungen der Schwestern nach und nach in andere Trägerschaften übergeben, um ihre Zukunft zu sichern, weil die Schwesterngemeinschaft wenig Nachwuchs hat. Die Verflechtung des Mutterhauses und der Einrichtung wurde durch einen 1997 begonnenen Neubau aufgehoben, der die notwendige Stille und Zurückgezogenheit der Gemeinschaft wieder neu ermöglicht. Im Jahr 2000 wurden die neue Klosterkirche und das neue Kloster, entworfen vom deutschen Architekten Gisberth M. Hülsmann, geweiht. Das Kloster „ist eine Stätte der Begegnung mit Gott, eine Stätte der Botschaft eines gemeinsamen Lebens vor Gott“.